# Hôtel de Vic
L'hôtel de Vic (dit aussi hôtel Bouchotte) est un hôtel particulier parisien du 3e arrondissement de Paris situé dans Le Marais. 

## Description
La maison à trois étages est construite au XVIIe siècle. Elle présente une saillie centrale à peine visible, qui présente un pignon soufflé au-dessus du portail et un arc en plein cintre surmonté d'un blason. 
Sa façade et sa toiture sur rue sont inscrites au titre des monuments historiques en 1974.

## Situation et accès
L'hôtel de Vic est situé au 77 rue du Temple, dans le 3e arrondissement de Paris.

## Historique

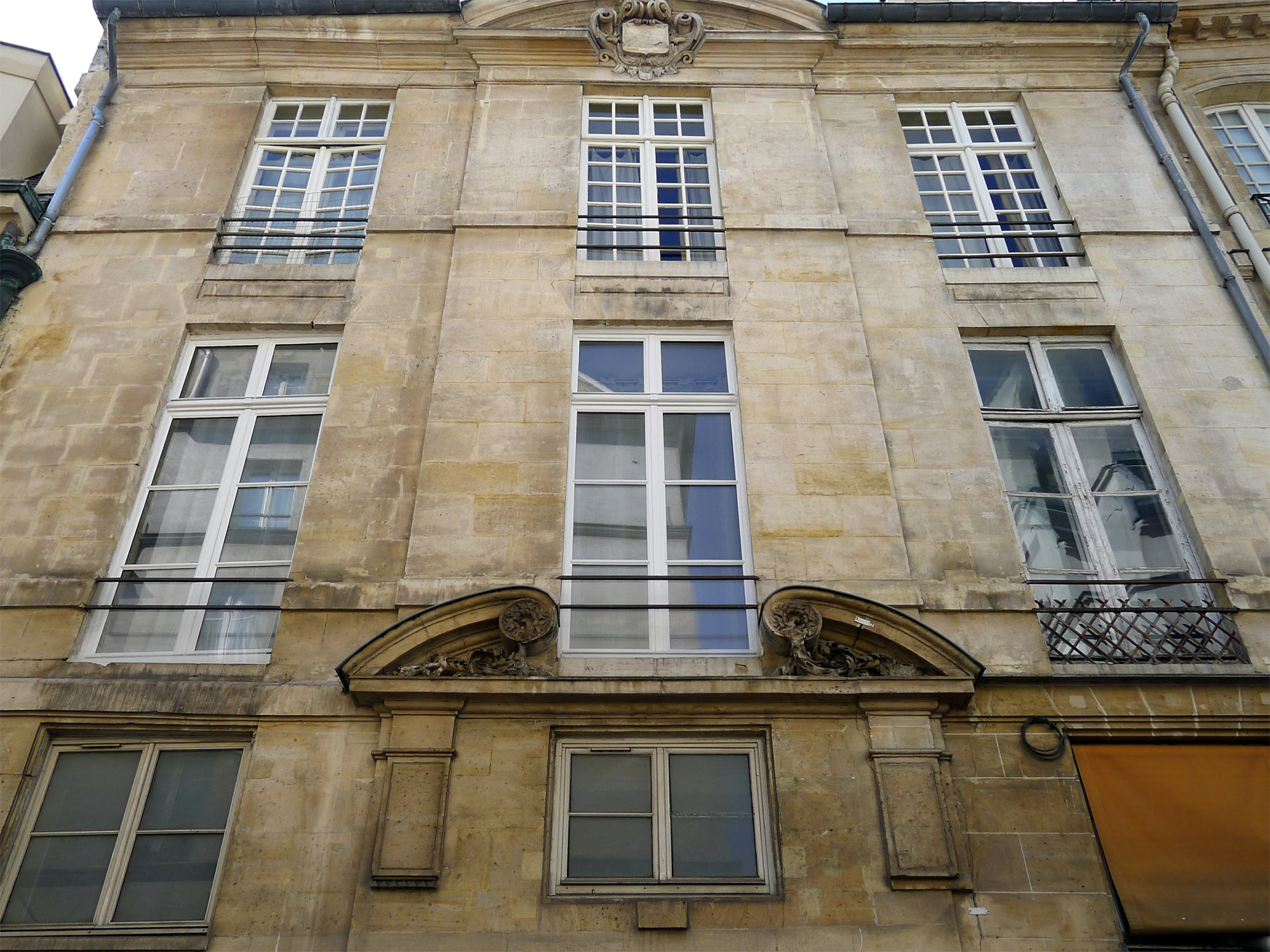
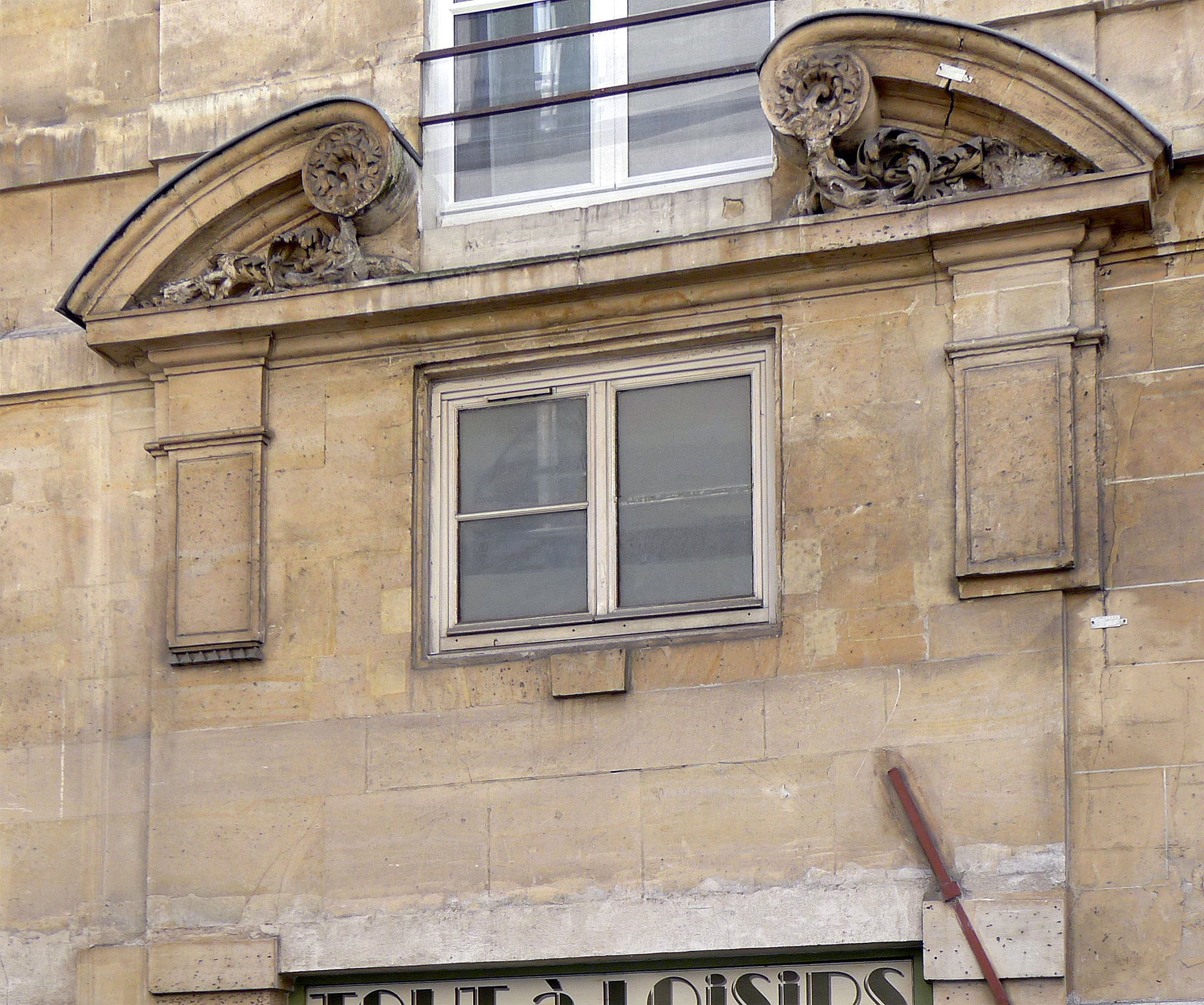
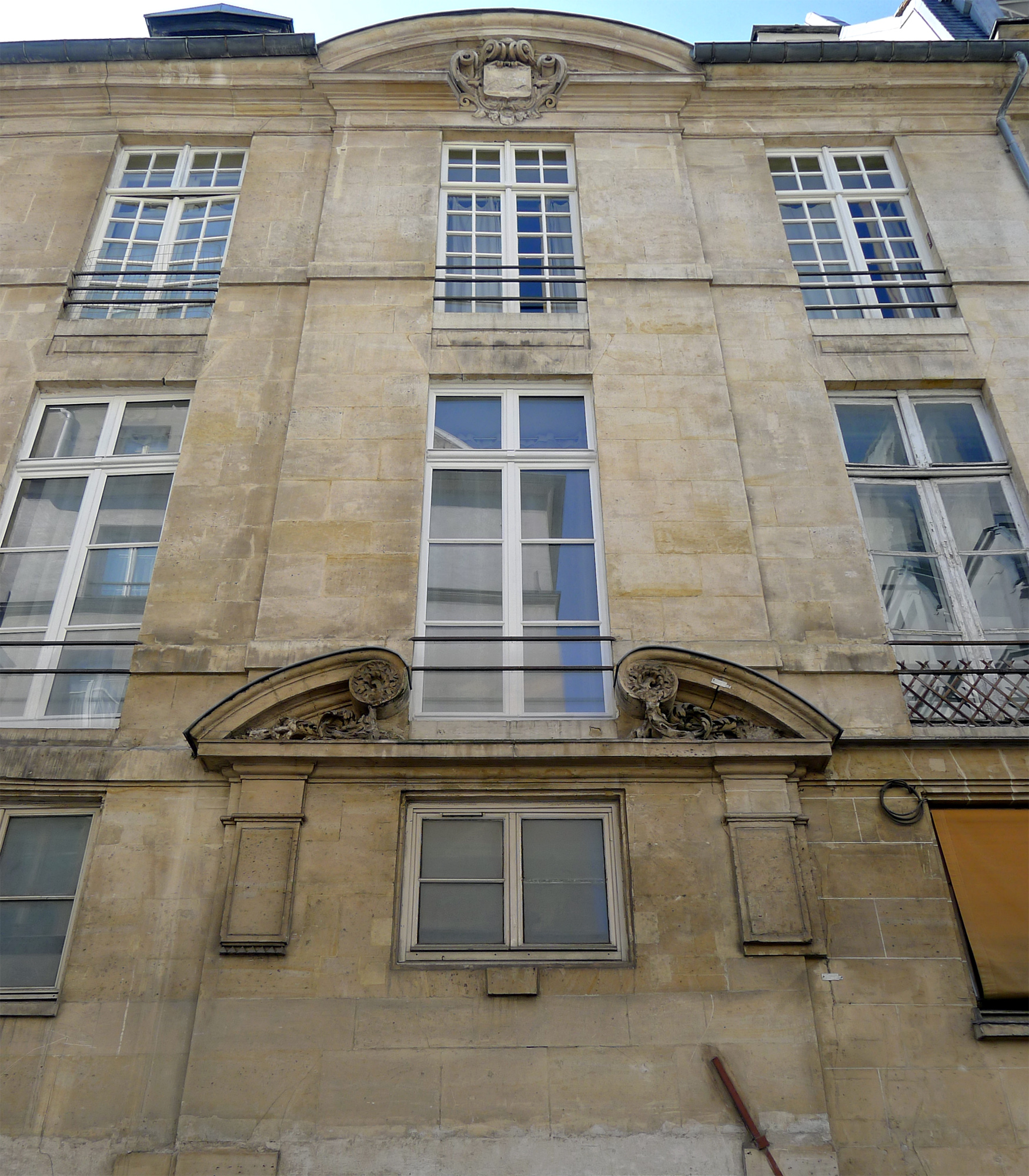
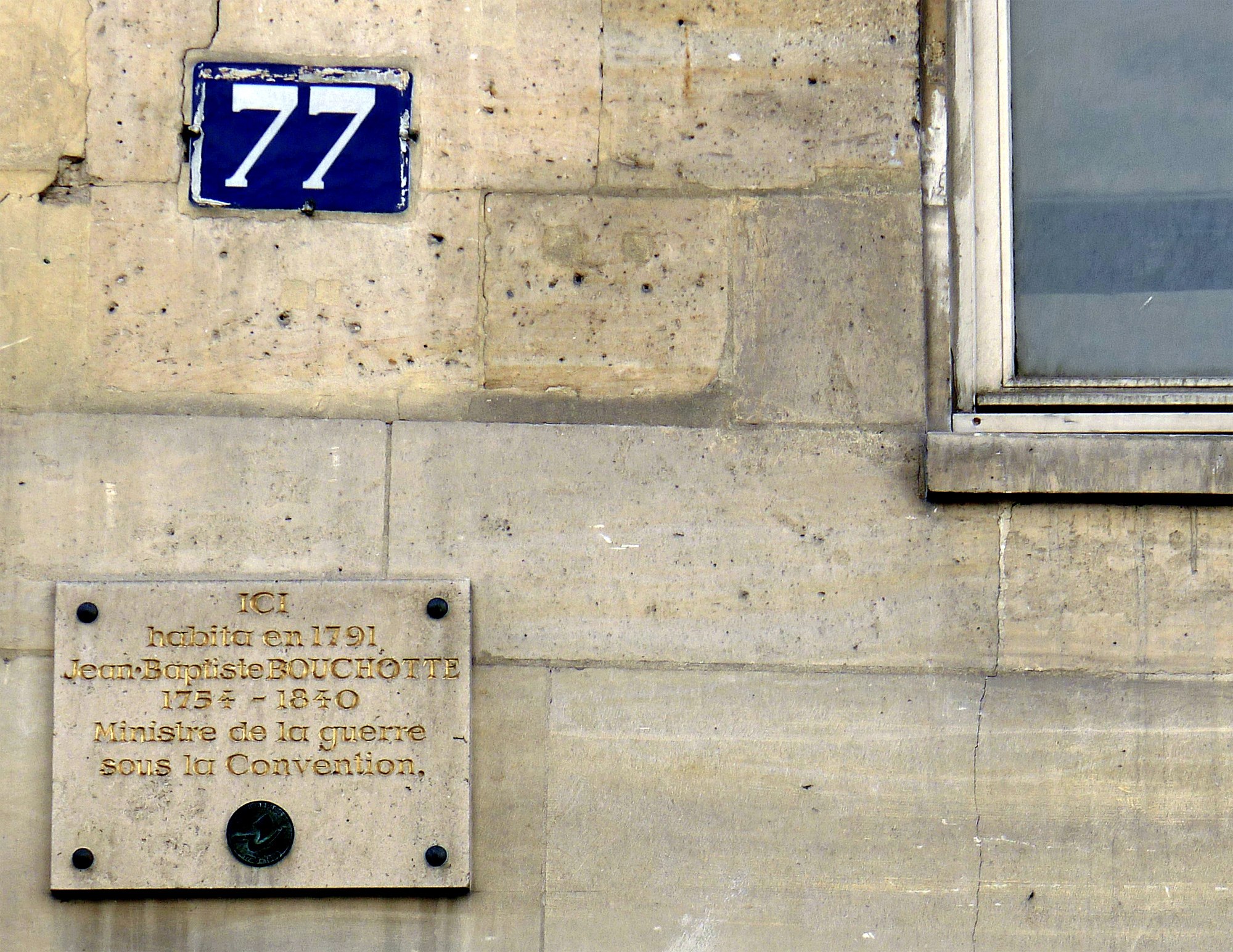
Plaque posée pour le bicentenaire de la Révolution en hommage à Jean-Baptiste Bouchotte, qui y vécut.
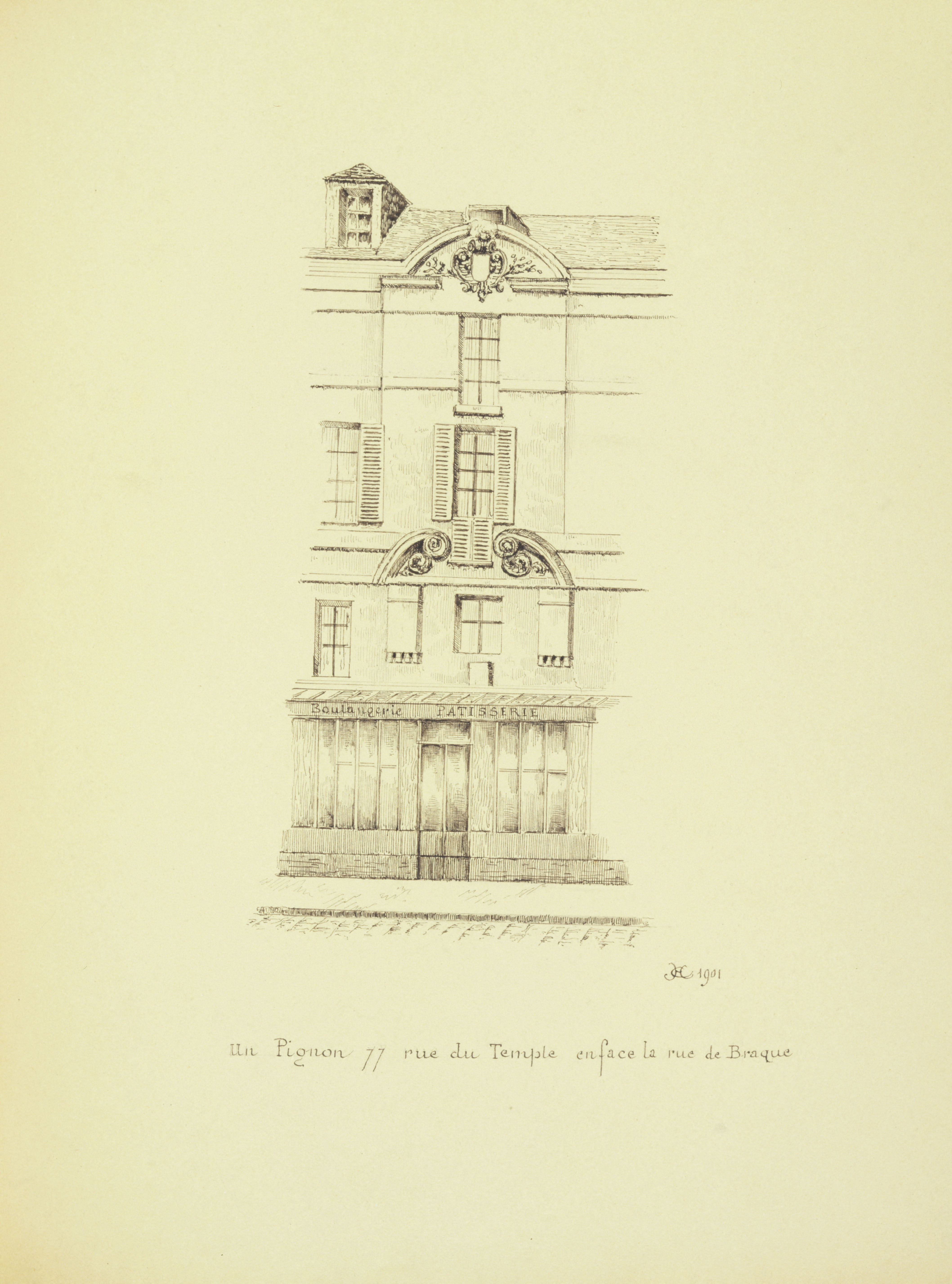